# Theatrical Syndicate

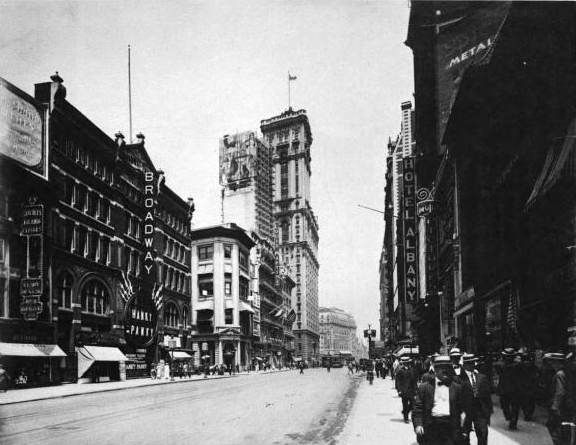
Der Broadway zur Zeit des Theatrical Syndicate 1912

Theatrical Syndicate (engl., ungefähr: Theaterkartell) nannte sich eine Theaterorganisation zur Vermarktung von Theaterproduktionen in den USA, die um 1900 herum große Macht hatte. Sie wird oft als historisches Beispiel für die Entstehung und Brechung eines Monopols in der Unterhaltungsindustrie genannt.

## Geschichte
Der Produzent und Theaterbesitzer Charles Frohman aus New York City gründete die Organisation 1896 zusammen mit fünf weiteren Theatermanagern. Es gelang ihnen, im Lauf eines Jahrs die Kontrolle über sämtliche bedeutenden Theaterproduktionen der USA zu gewinnen, indem sie Theatergebäude aufkauften und zunehmend Schauspieler vertraglich an sich banden. Dadurch wurde es möglich, die Vermarktung erfolgreicher Produktionen landesweit zu koordinieren. Statt einer großen Konkurrenz lokaler Produzenten gab es fortan eine Konzentration auf wenige wirtschaftlich erfolgreiche Produktionen. Die Bindung von Schauspielern an eine Produktionsgesellschaft setzte sich in der Filmgeschichte fort und wird Starsystem genannt. Charles Frohmans Bruder und Teilhaber Daniel Frohman gehört zu den Gründern von Paramount Pictures.
Zahlreiche bekannte Schauspieler und Regisseure wie Richard Mansfield wandten sich um die Jahrhundertwende erfolglos gegen das Monopol des Theatrical Syndicate. Seine Macht wurde erst durch die Shubert Organization gebrochen, die ab Mitte der 1890er-Jahre zu einer ernsthaften Konkurrenz wurde und dem Syndicate um 1910 seinen Rang als weltgrößte Theaterorganisation ablief. Mit Frohmans Tod 1915 verlor das Syndicate seine Bedeutung, und die Shuberts hatten nun ihrerseits eine Monopolstellung inne.